# 大川村 (秋田県)
大川村（おおかわむら）は、秋田県中央部に位置していた村。古くは「大河」とも。

## 歴史
秋田城下賊地として秋田城等を襲撃したことが日本三代実録に記されている。江戸時代には羽州街道の宿場になっている。
- 1889年4月1日 - 町村制施行により大川村, 谷地中村, 下樋口村, 西野村, 石崎村が合併し発足。
- 1955年3月31日 - 五城目町、内川村、馬場目村、富津内村と合併して五城目町となった。